# Rzeczywista miesięczna stopa oprocentowania
Rzeczywista miesięczna stopa oprocentowania (RMSO) – całkowity koszt kredytu lub pożyczki ponoszony przez kredytobiorcę lub pożyczkobiorcę, wyrażony jako wartość procentowa całkowitej kwoty kredytu w stosunku miesięcznym. Rzeczywista miesięczna stopa oprocentowania różni się od rzeczywistej rocznej stopy oprocentowania (RRSO) okresem kapitalizacji – RRSO to roczna kapitalizacja, zaś RMSO obliczane jest według kapitalizacji miesięcznej.
Mimo wynikającego z ustawy o kredycie konsumenckim obowiązku obliczania i publikowania RRSO przy prezentacji produktów finansowych, takich jak kredyty i pożyczki, oferowanych przez banki, SKOKi i pozabankowe firmy pożyczkowe, zastosowanie RMSO do mierzenia kosztów krótkoterminowego kredytu lub pożyczki może być bardziej zasadne ze względu na dopasowanie okresów. Ma to również swoje praktyczne uzasadnienie – pożyczając 300 zł na 10 dni trudno dowodzić sensowności w obliczaniu RRSO. Wówczas o wiele prostsze w obliczeniach będzie zastosowanie RMSO, dając szybszą i prostszą odpowiedź odnośnie do kosztów kredytu lub pożyczki oraz ułatwiając porównanie między pożyczkami lub kredytami.

## Sposób obliczania RMSO dla jednej wypłaty oraz jednej spłaty kredytu[a]
{\displaystyle A_{\text{n}}={\frac {A_{\text{l}}}{\left(1+i\right)^{t}}},}
gdzie:
{\displaystyle A_{n}} – kwota wypłaty kredytu,
{\displaystyle A_{l}} – kwota spłaty kredytu,
{\displaystyle t} – okres wyrażony w miesiącach lub ułamku miesiąca, między dniem wypłaty, a dniem spłaty,
{\displaystyle i} – rzeczywista miesięczna stopa oprocentowania.

## Przykład obliczenia RMSO
Kwota pożyczki to 200 zł na 5 dni, całkowity koszt to 18 zł (oprocentowanie oraz prowizja: 18 zł)
{\displaystyle A_{\text{n}}={\frac {A_{\text{l}}}{\left(1+i\right)^{t}}},}
gdzie:
{\displaystyle A_{n}} = 200 zł,
{\displaystyle A_{l}} = 218 zł,
{\displaystyle t} = 5/30 miesiąca.
W konsekwencji:
{\displaystyle i=\left({\frac {A_{\text{l}}}{A_{\text{n}}}}\right)^{1/t}-1=\left({\frac {218}{200}}\right)^{30/5}-1\approx 0{,}6771\approx 67{,}7\%.}
Gdyby czas trwania pożyczki wynosił 1 miesiąc (30 dni), wówczas kwota do spłaty to 335,42 zł, co jest wynikiem następującego działania:
{\displaystyle (1+0{,}6771)\times 200} zł {\displaystyle =335{,}42} zł.